# Spilarctia dinawa
Spilarctia dinawa là một loài bướm đêm thuộc phân họ Arctiinae, họ Erebidae.